# Барро і Агуада-де-Байшу
Барро́ і Агуа́да-де-Ба́йшу (порт. Barrô e Aguada de Baixo; МФА: [ba.ˈʁo i ɐ.ˈgwa.dɐ dɨ ˈbaj.ʃu]) — парафія в Португалії, в муніципалітеті Агеда. Складова округу Авейру.  Входить до регіону Центр. За старим адміністративним поділом, що був чинним до 1976 року, територія парафії належала провінції Берегова Бейра. Заснована 28 січня 2013 року. Площа парафії — 10,19 км², населення — 3209 ос. (2011), густота населення — 314,92 осіб/км²
. Патрон — святі Андрій і Мартин. Поштовий індекс — 3750. Код  — 010122.
```
Сформована із колишніх парафій 
Барро
 й 
Агуада-де-Байшу
.
```

## Географія

Агеда (2013)
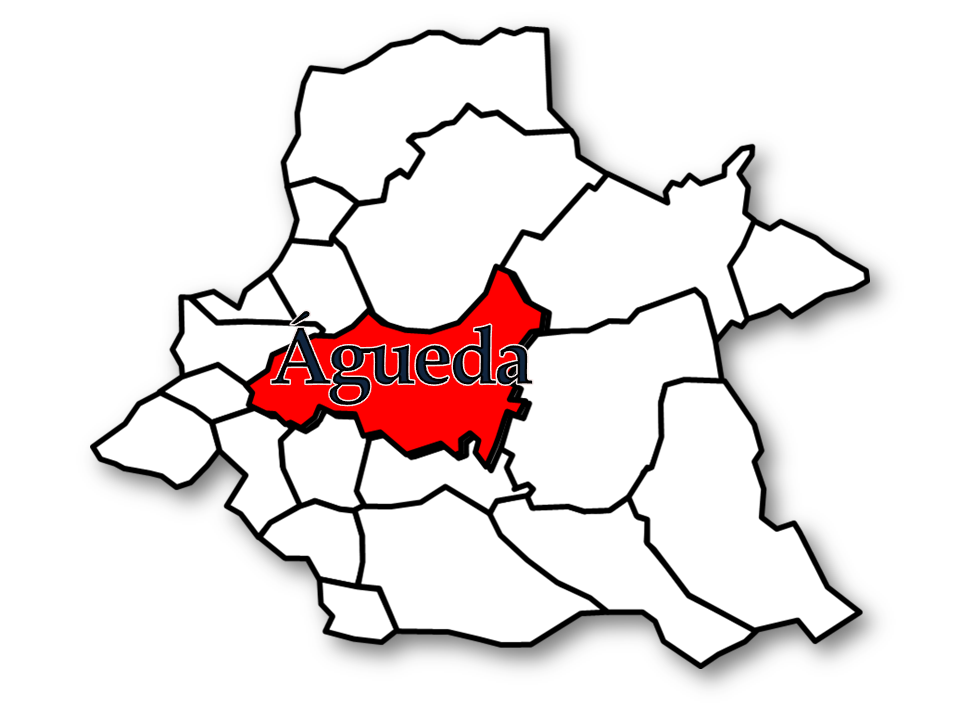
Агеда
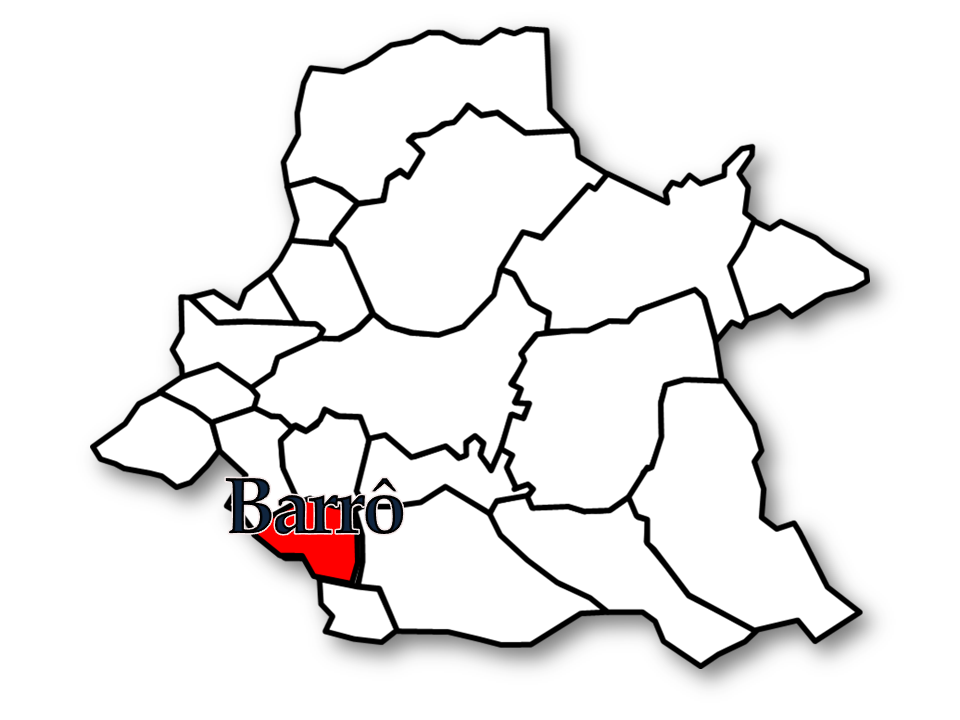
Барро
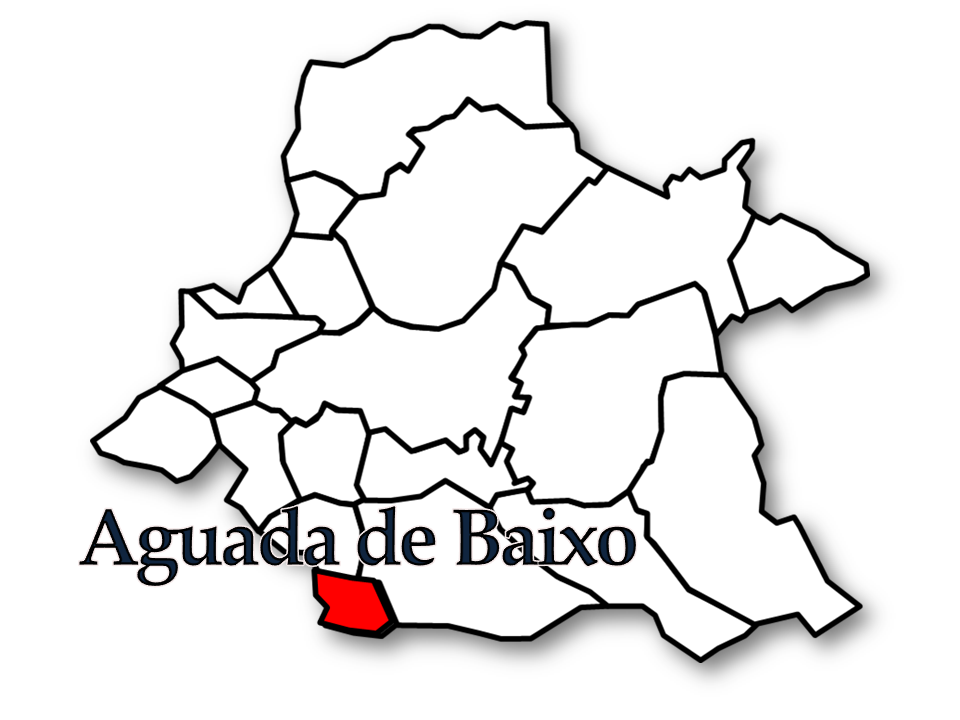
Агуада-де-Байшу

## Населення
| 2011 |
| 3209 |